# Де Николо, Марко
Марко Де Николо (итал. Marco De Nicolo, род. 30 сентября 1976) — итальянский стрелок, призёр чемпионатов мира и Европейских игр. Участник шести подряд Олимпийских игр (2000—2020).

## Биография
Родился в 1976 году в Леньяно. В 1998 году стал обладателем бронзовой медали чемпионата мира. В 2000 году принял участие в Олимпийских играх в Сиднее, где стал 27-м в стрельбе из пневматической винтовки с 10 м, и 10-м в стрельбе из малокалиберной винтовки лёжа с 50 м. В 2004 году принял участие в Олимпийских играх в Афинах, где стал 24-м в стрельбе из пневматической винтовки с 10 м, 31-м в стрельбе из малокалиберной винтовки из трёх положений с 50 м, и 5-м в стрельбе из малокалиберной винтовки лёжа с 50 м. В 2006 году опять стал обладателем бронзовой медали чемпионата мира. В 2008 году принял участие в Олимпийских играх в Пекине, где стал 20-м в стрельбе из пневматической винтовки с 10 м, 9-м в стрельбе из малокалиберной винтовки из трёх положений с 50 м, и 15-м в стрельбе из малокалиберной винтовки лёжа с 50 м. На чемпионате мира 2010 года завоевал серебряную медаль. В 2012 году принял участие в Олимпийских играх в Лондоне, где стал 34-м в стрельбе из пневматической винтовки с 10 м, 15-м в стрельбе из малокалиберной винтовки из трёх положений с 50 м, и 36-м в стрельбе из малокалиберной винтовки лёжа с 50 м. В 2015 году завоевал серебряную медаль Европейских игр.